# Куниці (Нижньосілезьке воєводство)
Куниці (пол. Kunice) — село в Польщі, у гміні Куниці Легницького повіту Нижньосілезького воєводства. Населення — 1597 осіб (2011).
У 1975-1998 роках село належало до Легницького воєводства.

## Демографія
Демографічна структура станом на 31 березня 2011 року:
|          | Загалом | Допрацездатний вік | Працездатний вік | Постпрацездатний вік |
| -------- | ------- | ------------------ | ---------------- | -------------------- |
| Чоловіки | 775     | 161                | 568              | 46                   |
| Жінки    | 822     | 168                | 500              | 154                  |
| Разом    | 1597    | 329                | 1068             | 200                  |